# Anopheles minor
Anopheles minor este o specie de țânțari din genul Anopheles, descrisă de Lima în anul 1929. Conform Catalogue of Life specia Anopheles minor nu are subspecii cunoscute.